# 神奈川県道614号南矢名東海大学前停車場線
神奈川県道614号南矢名東海大学前停車場線（かながわけんどう614ごう みなみやなとうかいだいがくまえていしゃじょうせん）は、神奈川県秦野市南矢名の神奈川県道613号曽屋鶴巻線交点から小田急小田原線東海大学前駅南口に至る県道である。東海大学への最寄り駅であるため、通勤時間帯は、歩道が人でいっぱいになり、車、バイクも多い。

## 概要
- 全長：約270m
- 起点：神奈川県秦野市南矢名2丁目（東海大学前駅入口交差点）
- 終点：神奈川県秦野市南矢名1丁目（小田急小田原線東海大学前駅）
- Google マップ

## 主な接続路線
- 神奈川県道613号曽屋鶴巻線（東海大学前駅入口交差点）

## 橋梁
- ひので橋（大根川）

## 沿線
- ジャパンニューアルファ
- オリジン弁当
- ダイレクトパーク24
- デイリーヤマザキ
- スリーエフ東海大学駅前本店
- ファミリーマート
- グルメシティ大根店（旧・ダイエー）
- 平塚信用金庫東海大学駅前支店
- 中栄信用金庫東海大学駅前支店
- 横浜銀行東海大学駅前支店
- 秦野警察署東海大学駅前交番